# بنیاد اسلامی بوم‌شناسی و علوم محیطی
بنیاد اسلامی بوم‌شناسی و علوم محیطی (به انگلیسی: Islamic Foundation for Ecology and Environmental Science)، یک سازمان محیط زیستی است که در سال ۱۹۹۳ توسط فضلون خالد در بیرمنگام انگلستان تأسیس شد. بنیاد اسلامی بوم‌شناسی و علوم محیطی، مجموعه‌ای از مواد آموزشی را با هدف افزایش آگاهی مسلمانان دربارهٔ مسائل زیست‌محیطی تولید کرده‌است و در پروژه‌های حفاظتی و آموزشی متعددی در سراسر جهان اسلام مشارکت دارد، از جمله «ممیزی سبز» برای مساجد و «کمپ تابستانی اسلام زندگی پایدار». بنیاد اسلامی بوم‌شناسی و علوم محیطی، یک خبرنامه به نام EcoIslam منتشر می‌کند و فیلمی با عنوان مدینه (شهر) پاک تولید کرده‌است. راهنمای سبز مسلمانان برای کاهش تغییر آب و هوایی توسط بنیاد اسلامی بوم‌شناسی و علوم محیطی در سال ۲۰۰۸ منتشر شد.
در سال ۲۰۰۵، بنیاد اسلامی بوم‌شناسی و علوم محیطی با CARE International برای توقف ماهیگیری دینامیت در زنگبار همکاری کرد، و در حال حاضر یک کمپین درختکاری در اندونزی به نام «اندونزی سبز» انجام می‌دهد.